# Rola-arlequim
Phaps histrionica é uma espécie de ave da família Columbidae.